# Nucleus Market
Nucleus Market war ein im Tor-Netzwerk als Hidden Service betriebener Darknet-Markt, auf dem unter anderem illegale Drogen und Falschgeld gehandelt wurden. Als Zahlungsmittel wurden die anonymen Kryptowährungen Bitcoin, Darkcoin und Litecoin akzeptiert.
Seit dem Fall des Konkurrenten Evolution im März 2015 war Nucleus – allerdings mit großem Abstand – nach Agora der zweitgrößte Darknet-Markt gewesen. Im April 2016 ging der Markt, vermutlich im Zuge eines Exit-Scam, offline.